# Rynnica

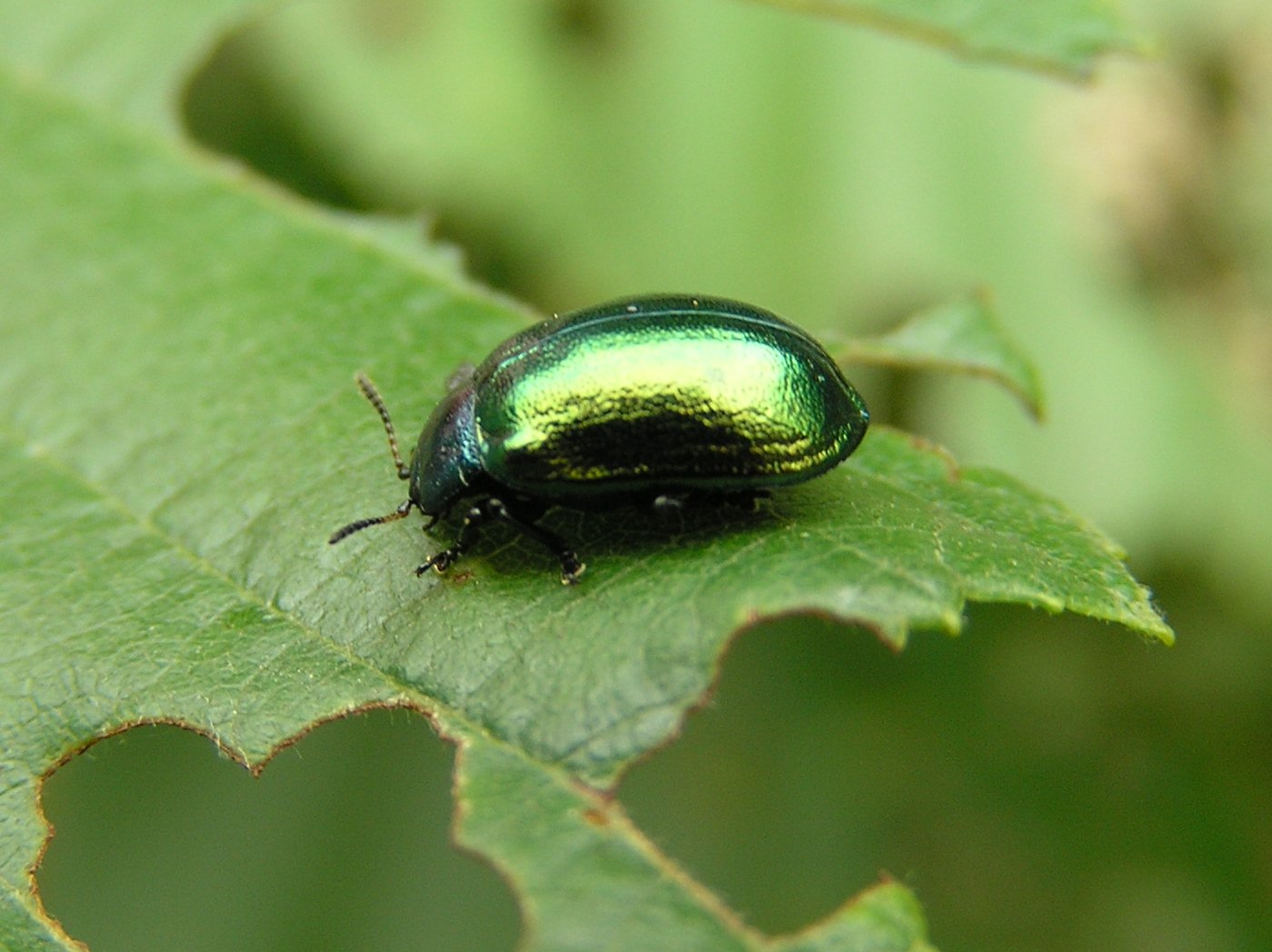
Rynnica olszowa (Plagiosterna aenea)

Rynnica – zwyczajowa nazwa kilku gatunków niewielkich, roślinożernych chrząszczy z rodziny stonkowatych zaliczanych dawniej do rodzaju Chrysomela Linnaeus, 1758 (syn. Melasoma Stephens, 1831). W wyniku zmian w klasyfikacji jeden z gatunków (Chrysomela aenea) został przeniesiony do rodzaju Plagiosterna.
Czułki szeroko rozstawione, z początkiem pod nasadą żuwaczek. Boki przedplecza zwykle z niewielkim, wywiniętym obrzeżeniem. Wierzch ciała nagi. Pokrywy niezrośnięte, owad fruwający. Na wewnętrznym brzegu pokryw,  przed wierzchołkiem brak włosków (należy patrzeć od strony odwłoka) natomiast wzdłuż ich styku brak bruzdy wzmacniającej (pokrywy ze sobą stykają się gładko). Pokrywy nieregularnie punktowane z niewielką wypukłością wzdłuż dolnych brzegów.
Niektóre gatunki:
- rynnica topolowa (Chrysomela populi)
- rynnica olszowa (Plagiosterna aenea)
- rynnica osikowa (Chrysomela tremula)
- rynnica wierzbowa (Chrysomela collaris)
- rynnica dwudziestokropkowa (Chrysomela vigintipunctata)
- rynnica lapońska (Chrysomela lapponica)